# ホール・ニュー・ワールド
「ア・ホール・ニュー・ワールド」（英: A Whole New World）は、1992年に公開されたディズニーのアニメーション映画『アラジン』で用いられたバラード曲。この楽曲はアラン・メンケン作曲、ティム・ライス作詞で、王子に変装しているアラジンがジャスミンと魔法の絨毯で世界中を見に行く場面で歌われる。
映画オリジナル版の歌唱はアラジンの歌唱担当のブラッド・ケインとジャスミンの歌唱担当のリア・サロンガ（当時の日本盤での表記はリー・サロンガ）で、後の第65回アカデミー賞授賞式でもこのコンビで歌われたが、映画公開直後に発売されたシングルでの歌唱はピーボ・ブライソンとレジーナ・ベルが行った。

## 受賞歴
この楽曲は、1993年に第65回アカデミー賞の歌曲賞を受賞した。メンケンにとって前年の同じディズニーのアニメーション映画『美女と野獣』の同名主題歌「ビューティー・アンド・ザ・ビースト〜美女と野獣」に続く連続受賞となった。また、同年のゴールデングローブ賞主題歌賞も受賞しており映画音楽部門賞の二冠獲得となった。1994年にはグラミー賞最優秀楽曲賞も受賞した。

## シングル・リリースとヒットチャートランク
ピーボ・ブライソンとレジーナ・ベルによるバージョンはアメリカでは、1992年11月5日にコロムビア・レコードからシングルとして発売された。このバージョンは、Billboard Hot 100の1993年3月6日の週で、14週続いていたホイットニー・ヒューストンが主演した映画『ボディガード』で彼女自身が歌った主題歌『オールウェイズ・ラヴ・ユー』から1週間ながらも首位の座を奪い、ディズニー史上初のアメリカ総合チャート首位獲得曲になった。Billboard Hot 100史上、ディズニーのアニメ映画の楽曲としては第3位のヒット曲である（2022年4月9日付時点）。同じビルボードのアダルト・コンテンポラリー部門では6週間首位を果たした。日本では、1993年7月1日にソニーレコードからシングルとして発売され、オリコン洋楽シングルチャートでは1993年7月12日付から通算13週1位を獲得した。
映画公開から5年以上がたった1999年には、同じくコロムビア・レコードからリリースされたアルバム『All Time Greatest Movie Songs』にも収録された。
映画オリジナル版と同じケインとサロンガによるバージョンはアメリカではシングルカットされなかったが、日本では1993年6月18日にポニーキャニオンからシングルとして発売された。このバージョンは、日本レコード協会調べで119,835枚を出荷し第8回日本ゴールドディスク大賞のグランプリ・シングル賞（洋楽部門）を受賞した。

## カバー
- LMNT（英語版）のカバー版が2004年に発売された『WOW!〜ディズニーマニア2』に収録された。
- 2005年に発売されたアルバム『WOW!〜ディズニーマニア3』および映画『アラジン』の2枚組みプラチナエディションでジェシカ・シンプソンとニック・ラシェイがカバーしたバージョンが収録された。
- 2005年、ジュリー・アンドリュースは自身のアルバム『Julie Andrews Selects Her Favorite Disney Songs』にこの楽曲のカバー版を収録。
- 2006年、イギリスのグラマーモデル、ケイティ・プライス（英語版）が夫のピーター・アンドレ（英語版）とBBC主催のチャリティイベント「Children in Need（英語版）」の公演の一環としてカバー。このバージョンは彼女の2006年のアルバム『A Whole New World』に収録されている。同年に発売された倖田來未のアルバム『BEST〜second session〜』には、オリジナルシングルのピーボ・ブライソンと共演したバージョンが入っている。また、ブライソンは1994年にフィリピンのマニラで開かれたミス・ユニバース世界大会でパティ・ラベルと77人のコンテスト参加者とともにこの楽曲を歌唱している。
- 2003年の『アメリカン・アイドル』第2シーズン優勝者ルーベン・スタッダードが、この楽曲を「Movie Night」で歌った。このシーズンでオーディション参加者が本作を歌うことは珍しいことでなく、本作が歌われたオーディションの映像だけを抜き出してまとめたものが放送され、このことが強調された。 第3シーズンでの本作の利用は少なくなった。余談だが、アメリカン・アイドル優勝経験者である ケリー・クラークソンも自身のライブで本作のカバーを行った。
- 2007年に韓国のボーイズ・グループ東方神起が日本での2ndアルバム『Five in the Black』にスペシャル・トラックとして収録。2年後の2009年12月29日、韓国のAnyBand ConcertにおいてメンバーのジュンスはBoAとデュエットで披露した。
- 2009年に『ブリテンズ・ゴット・タレント』で2 Grandがこの楽曲を歌った。
- Sweetbox『WOW!〜ディズニーマニア』に収録
- ルーサー・ヴァンドロスとヴァネッサ・ウィリアムス、ジェイク・ザイラスとキュヒョンもそれぞれライブ会場でこの楽曲をデュエットした。
- セブ島を中心に活躍するバンドJuLiN PiNiSは、パンクバージョンを披露した。
- 2015年5月1日に松原剛志と瀧本瞳によるカバーバージョンが録音され[5]、同年6月17日発売の子供向けアルバム『こどものうた〜さぁ行け！ニンニンジャー！・あくびがビブベバ〜』に収録された。
- 2017年に発売された『Thank You Disney』に日本のダンスユニットlolがカバーしたバージョンが収録されている。
- 2024年に発売されたディズニー公式のポップ・パンク・カバーアルバム『A Whole New Sound』にイエローカード feat. クリッシー・コスタンザ（アゲインスト・ザ・カレント）によるカバーバージョンが収録。MVも制作されディズニーミュージック公式YouTubeで公開された[6]。

## 各国語版
他のディズニー映画の多くの歌曲と同様に、この曲の歌詞も英語から多くの言語に翻訳され映画の各国語による吹き替え版に採用された。
| 公開国 （言語）                                 | 題名                             | 和訳                  | 歌唱                                             |
| ----------------------------------------------- | -------------------------------- | --------------------- | ------------------------------------------------ |
| 日本 （日本語）                                 | 新しい世界                       | 新しい世界            | 石井一孝・麻生かほ里                             |
| 日本沖縄県 （沖縄語）                           | ハイサイ ニューワールド          | こんにちは 新しい世界 | 宮城夏鈴・前田秀幸                               |
| 香港・マカオ・台湾 （広東語）                   | 新的世界 (Xīn de shìjiè)         | 新しい世界            | 周華健・陳淑樺                                   |
| 中華人民共和国 （中国語）                       | 萍水相逢 (Píng shuǐ xiāng féng)  | お互いに会う          | 周華健・陳淑樺                                   |
| 大韓民国 （韓国語）                             | 아름다운 세상 (Aleumdaun sesang) | 美しい世界            | Gyeongju Nam・Jeonghwa Yi                        |
| タイ王国 （タイ語）                             | โลกใหม่สวยงาม (Lok mai suy ngam)  | 美しい新しい世界      | Thongchai McIntyre・Saowalak Leelabutr           |
| インド （ヒンド語）                             | Sapno Ka Jahan                   | 夢の国                | Sonu Nigam                                       |
| インドネシア (インドネシア語)                   | Seluruh Dunia                    | 世界中で              | Nanang Niskala・Beatrix Renita                   |
| イスラエル （ヘブライ語）                       | עולם חדש (olam hadash)           | 新しい世界            | Rama Mesinger・Alon Ophir                        |
| アラブ世界 （アラビア語）                       | لدنيا فوق (li donia fawq)        | 上の世界へ            | Ziad El-Sharif・Noha Qais                        |
| エジプトとアラブ世界 （アラビア語エジプト方言） | دي دنيا فوق (di donia foo')      | それは上の世界です    | Hisham Nour・Nahla El-Mallawani                  |
| トルコ （トルコ語）                             | Gerçek Dünya                     | 実世界                | Peter Dias・Su???                                |
| フィンランド （フィンランド語）                 | Se on kuin yö                    | 夜のようです          | Sami Aarva・Ulla Hakola                          |
| ポーランド （ポーランド語）                     | Wspaniały świat                  | 素晴らしい世界        | Paweł Tucholski・Katarzyna Skrzynecka            |
| ハンガリー （ハンガリー語）                     | Egy új élmény                    | それは新しい経験です  | Miller Zoltán・Janza Kata                        |
| スウェーデン （スウェーデン語）                 | En helt ny värld                 | まったく新しい世界    | Peter Jöback・ミラ・マルンベルグ(Myrra Malmberg) |
| イタリア （イタリア語）                         | Il mondo è mio                   | 世界は私のもの        | Vincent Thoma・Cristina                          |
| ドイツ （ドイツ語）                             | Ein Traum Wird Wahr              | 夢がかなう            | Peter Fessler・Sabine Hettlich                   |
| デンマーク （デンマーク語）                     | Et helt nyt liv                  | まったく新しい人生    | Louise Norby・Søren Launbjerg                    |
| フランス （フランス語）                         | Ce rêve bleu                     | この青い夢            | Paolo Domingo・Karine Costa                      |
| カナダ (ケベック （フランス語）                 | Un nouveau monde                 | 新しい世界            | Joël Legendre・Martine Chevrier                  |
| オランダ ・ ベルギー （オランダ語）             | Een nieuw begin                  | 新しい始まり          | Bart Bosch・Laura Vlasblom                       |
| スペイン （スペイン語）                         | Un mundo ideal                   | 理想の世界            | Miguel Morant・Ángela Aloy                       |
| ラテンアメリカ （スペイン語）                   | Un Mundo Ideal                   | 理想の世界            | Demián Bichir・Anali                             |
| ポルトガル （ポルトガル語）                     | Um mundo ideal                   | 理想の世界            | Sofia Escobar・Luís Alves                        |
| ブラジル （ポルトガル語）                       | Um mundo ideal                   | 理想の世界            | Kika Tristão・Joseph Carrasso Jr.                |